# Charlie Degotte
Ne doit pas être confondu avec son père Charles Degotte
Charlie Degotte, né le 29 décembre 1962 à Verviers (province de Liège), est un acteur, dramaturge et metteur en scène belge.

## Biographie
Charlie Degotte naît le 29 décembre 1962 à Verviers,. Il est le fils de Charles Degotte, l'auteur de bande dessinée du Flagada et de la série Les Motards. Il baigne dès le plus jeune âge dans l’univers de la bande dessinée belge. Son enfance est marquée par des rencontres avec Franquin ou encore Roba.
À l'Institut national supérieur des arts du spectacle et des techniques de diffusion, il est élève de René Hainaux et d'Isabelle Pousseur dont il sera l'assistant. Ensuite, il crée, en 1985, un Roi Lear en dix minutes qui lui vaut la réputation de « quick metteur en scène ». Puis viennent : Métoé, Poésie, Cid, Cyranet ou encore Yzz ! Yzz !, toutes des pièces « minutes » revisitant notamment les œuvres de Wagner ou Shakespeare. Il présente Il n’y a aucun mérite à être quoi que ce soit du surréaliste Marcel Mariën à l'Atelier Sainte-Anne en 1996. Il présente également, dans le cadre du KunstenFESTIVALdesarts, Poppée (Un Monteverdi Instant Opéra II) en 2001.
Il parvient à remettre le genre théâtral de la revue au goût du jour, en Belgique. Depuis 1995, il crée plus d'une quinzaine d’éditions de revues, avec pas moins de 250 artistes. Entouré de ses complices, il offre des spectacles mêlant music-hall et parodie, conférence et recettes de cuisine autour d’un thème choisi. À la demande de Bruxelles 2000, il réalise notamment La Revue Historique, L’Arabique, La Panique.
Au Théâtre de Poche, dès l’an 2000, les Premières Rencontres sont l’occasion d’une création collective, toutes écoles confondues. Le metteur en scène Charlie Degotte dirige notamment La Revue Panique, inspirée de Roland Topor (en 2000),, puis La Revue Camique, qui puise dans les textes de l’auteur et humoriste français Pierre Henri Cami (2001).
Sa version revisitée de la création divine : Et Dieu ? (dans tout ça), teinté de surréalisme féroce est créé au Théâtre de Namur en janvier 2003. Le spectacle est accueilli au théâtre de Vidy-Lausanne, coproducteur du spectacle, ainsi que dans différentes villes de France et en Communauté française de Belgique.
En bande dessinée, il contribue régulièrement au fanzine Le Petit Pangolin illustré depuis 2020.

### Vie privée
Il réside à Forest.

## Œuvre

### Théâtre

#### Metteur en scène
- 1992 : Yzz ! Yzz ![1], mise en scène Charlie Degotte, conception Charlie Degotte
- 1993 : Haro, écrit et mis en scène par Charlie Degotte, avec Jan Hammenecker
- 1994 : Saga, mise en scène Charlie Degotte, avec Jan Hammenecker.
- 1994-1999 : Les Revues du café, mise en scène Charlie Degotte, avec Jan Hammenecker.
- 1996 : Il n'y a aucun mérite, d’après Marcel Mariën, mise en scène Charlie Degotte, avec Jan Hammenecker.
- 1997 : Chantecler d'Edmond Rostand, avec Jan Hammenecker, mise en scène Charlie Degotte
- 1998-2001 : Poppée de Monteverdi, avec Jan Hammenecker, mise en scène Charlie Degotte
- 1999 : Got-tout Degotte, mise en scène Charlie Degotte, avec Jan Hammenecker
- 2000 : La Revue historique, mise en scène Charlie Degotte, avec Jan Hammenecker
- 2000 : La Revue Lyrique, mise en scène Charlie Degotte, avec Jan Hammenecker
- 2003 : Et Dieu dans tout ça ?[1], mise en scène Charlie Degotte, avec Jan Hammenecker
- 2008 : L'Affaire Lambert[1] de Véronique Stas, mise en scène Charlie Degotte  au Théâtre Le Public
- 2011 : La Revue Magnifique[12], mise en scène Charlie Degotte.
- 2012 : Le Salon d'Achille[1] d'après Achille Chavée mise en scène Charlie Degotte
- 2015 : Odes à ma douche[1] de Claude Semal mise en scène Charlie Degotte
- 2018 : Circus '68[1] mise en scène Charlie Degotte conception Claude Semal au Théâtre de Poche
- 2020 : Histoire de ne pas rire[1] de Paul Nougé mise en scène Charlie Degotte conception Charlie Degotte.

#### Spectacles musicaux
- 1987 : Odes à ma douche[1], mise en scène de Charlie Degotte - 300 représentations dans toute la francophonie de Claude Semal
- 1989 : Music-hall, mise en scène de Charlie Degotte - 60 représentations, avec Claude Semal
- 1995 : Les revues du Café, mise en scène de Charlie Degotte, avec Claude Semal

#### Productions
- 2009 : Djû! Et c’est reparti[12] de Charlie Degotte au Théâtre de la Toison d'or
- 2010 : Zaventem moi non plus de Charlie Degotte au Théâtre de la Toison d'or.

#### Dramaturge
- 1993 : Haro, écrit et mis en scène par Charlie Degotte, avec Jan Hammenecker.
- 2003 : Et Dieu dans tout ça ?[1].

#### Comédien
- 2023 : Paradis fin de règne[13],[1], mise en scène de Alyssa Tzavaras, avec Charlie Degotte, Bernard Graczyk,  et Martine Wijckaert au théâtre Les Tanneurs.

### Opérette
- 2005 : Youpi[14],[15] de Philippe Tasquin, mise en scène et livret.

### Filmographie
Sauf indication contraire, les informations mentionnées dans cette section peuvent être confirmées par la base de données cinématographiques IMDb,  présente dans la section « Liens externes ».

#### Cinéma

##### Courts métrages
- 2000 : To Be or Not to Be, coscénariste avec Katia Meulemans 11 min.

##### Comme acteur
- L'Homme de terre de Boris Lehman (1989)
- Toto le héros de Jaco Van Dormael, chauffeur de bus (1991)
- Demain, il fera jour de Michel Jakar, 2005
- Le Tout Nouveau Testament de Jaco Van Dormael, professeur de hockey (2015)

#### Télévision

##### Téléfilms
- 2014 : Oui mais non, le compromis à la belge, scénariste 59 min.

### Publications

#### Ouvrages
- Comme le présent promet : vingt ans d'arts de la scène au festival Bellone Brigittines, La Lettre volée, 2001  (ISBN 2-87317-155-3),Contribution : témoignage.

#### En fanzines
- 2020 : Le Petit Pangolin illustré[10] nos 3 à 14
- 2021 : Le Petit Pangolin illustré nos 22 à 24, 26
- 2023 : Le Petit Pangolin illustré nos 35 à 38.

## Prix
- 1996 : Prix Tenue de ville de la mise en scène partagé avec Daniel Scahaise.

### Articles
- Laurent Ancion, « Charlie Degotte Quick bio », Le Soir,‎ 24 janvier 2003 (lire en ligne , consulté le 11 juillet 2024).
- Charlie Degotte (interviewé par Harold Nottet), « Charlie Degotte : « Je poursuis toujours des enjeux imbéciles ! » », Le Soir,‎ 3 novembre 2007 (lire en ligne , consulté le 30 décembre 2024).

### Documentaires
- Degotte Ferdoum de Thierry De Coster, 2000, 54 min.

### Émissions de télévision
- Portrait de Charlie Degotte, émission Cargo de nuit du 4 novembre 1987, Jean-Louis Sbille (journaliste) diffusée sur la RTBF via Sonuma 3 min 54 s.
- Charlie Degotte, émission Œuvres en chantier du 30 novembre 1997, Didier Odieu (intervenant), Charlie Degotte (intervenant), Guy Lejeune (réalisateur), Anne Hislaire (producteur) diffusée sur la RTBF via Sonuma 27 min 56 s.
- "L'Album" : Charlie Degotte, metteur en scène présent au festival de théâtre de Spa 2013 (diffusé le 12/08/2013) sur VEDIA, présentation : Urbain Ortmans (31 min 58 s), 12 août 2013.

### Vidéographie
- [vidéo] « La Revue historique, de Charlie Degotte (teaser) », sur YouTube, 14 mars 2000
- [vidéo] « Le salon d'Achille - création théâtrale avec femme nue - interview de Charlie Degotte », sur YouTube, 21 novembre 2012
- [vidéo] « Les contes bobos urbains Charlie Degotte et Jean Luc Piraux », sur YouTube, 19 août 2016